# Šujské rašelinisko
Šujské rašelinisko je přírodní rezervace v katastrálním území obce Rajecká Lesná v okrese Žilina v Žilinském kraji na Slovensku. Území bylo vyhlášeno v roce 1983 a jeho rozloha je 10,8 hektaru. Předmětem ochrany je lokalita s výskytem vzácných slatiništních a rašeliništních druhů rostlin.